# Southend-on-Sea
Southend-on-Sea é uma cidade localizada em Essex, Inglaterra.